# Вейкфілд-Пісдейл (Род-Айленд)
Вейкфілд-Пісдейл (англ. Wakefield-Peacedale) — переписна місцевість (CDP) в США, в окрузі Вашингтон штату Род-Айленд. Населення — 8925 осіб (2020).

## Географія
Вейкфілд-Пісдейл розташований за координатами 41°26′41″ пн. ш. 71°30′2″ зх. д. / 41.44472° пн. ш. 71.50056° зх. д. (41.444713, -71.500607).  За даними Бюро перепису населення США в 2010 році переписна місцевість мала площу 13,34 км², з яких 12,65 км² — суходіл та 0,69 км² — водойми.

## Демографія
Згідно з переписом 2010 року, у переписній місцевості мешкало 8487 осіб у 3437 домогосподарствах у складі 2150 родин. Густота населення становила 636 осіб/км².  Було 3720 помешкань (279/км²).
Расовий склад населення:
| - 90,3 % — білих - 2,6 % — корінних американців - 1,8 % — чорних або афроамериканців - 1,4 % — азіатів |

До двох чи більше рас належало 3,2 %. Частка іспаномовних становила 2,5 % від усіх жителів.
За віковим діапазоном населення розподілялося таким чином: 23,5 % — особи молодші 18 років, 62,1 % — особи у віці 18—64 років, 14,4 % — особи у віці 65 років та старші. Медіана віку мешканця становила 41,6 року. На 100 осіб жіночої статі у переписній місцевості припадало 90,2 чоловіків;  на 100 жінок у віці від 18 років та старших — 84,1 чоловіків також старших 18 років.
Середній дохід на одне домашнє господарство  становив 80 478 доларів США (медіана — 64 497), а середній дохід на одну сім'ю — 86 213 долари (медіана — 67 176). Медіана доходів становила 55 605 доларів для чоловіків та 45 174 долари для жінок. За межею бідності перебувало 13,7 % осіб, у тому числі 17,7 % дітей у віці до 18 років та 2,8 % осіб у віці 65 років та старших.
Цивільне працевлаштоване населення становило 4539 осіб. Основні галузі зайнятості: освіта, охорона здоров'я та соціальна допомога — 30,1 %, мистецтво, розваги та відпочинок — 15,6 %, роздрібна торгівля — 14,3 %.